# Лопуховатий (острів, Київ)
Острів Лопуховатий — один з дніпровських островів, розташований в Києві. Разом з південною частиною (без південно-західної) острова Муромець та північною частиною Труханового острова входить до ландшафтного заказника місцевого значення «Муромець-Лопуховате», який є частиною регіонального ландшафтного парку  «Дніпровські острови».

## Загальні відомості
Острів Лопуховатий ще в ХІХ столітті входив до більшого острова, який поєднував його з урочищем Запісоччя. За будівництва Північного мосту він був приєднаний до лівого берега і згодом зазнав чималої шкоди від гідронамиву масиву «Троєщина». Але саме через ізольованість від відвідувачів та рекреації найкращим чином там збереглися біотопи, що характерні для дніпровських островів, які не зазнали впливу людей.

## Природа
Більшу частину території острова займають листяні ліси, де ростуть бирючина, в'яз, верба біла, дуб черещатий, слива домашня, груша, сосна, клен (гостролистий, татарський, американський, сріблястий), береза повисла, тополя біла, тополя чорна, шовковиця біла, ясен звичайний та ін.
Серед чагарників: свидина біла та кривавочервона, аморфа кущова, дрік красильний, крушина, черемха пізня, пухироплідник калинолистий, ожина сиза, верба попеляста і тритичинкова, калина. Є дівочий виноград прикріплений та виноград здичавілий. Важлива для зимового харчування птахів омела біла зростає на деревах острова.
Серед трав тут зустрічаються кропива дводомна, суниці лісові, куцоніжка лісова, ториліс японський, хвилівник звичайний, ластовень, ранник вузлуватий, холодок тонколистий, подорожник великий, щитник шартрський та чоловічий, лопух великий, буквиця лікарська, вербозілля лучне та звичайне, кульбаба, розрив-трава дрібноквіткова, золотушник канадський, конвалія звичайна.
На фрагментах лук ростуть такі рослини як: стоколос кострубатий, китник лучний, холодок лікарський, валер'яна лікарська, підмаренник справжній та північний, щавель кислий, горобиний та кінський, перстач гусячий, стріблястий та повзучий, кравник звичайний, дзвінець малий, вероніка дібровна, довголиста та колосиста, гадючник звичайний, подорожник ланцетолистий, плакун прутяний, чистець болотяний, суховершки, очиток великий (заяча капуста), молочай лозний, хвощ польовий, миколайчики плоскі, деревій пагорбовий, полин дніпровський, череда трироздільна, волошка лучна, оман верболистий, незабудка польова, жовтець повзучий, рутвиця вузьколиста, агалик-трава гірська, гвоздика Борбаша, псамофілієла мурова, зірочник злаковидний, звіробій звичайний, чина лучна, лядвенець рогатий, конюшина польова, гірська, лучна та повзуча, вика мишачий горошок, ситник стиснутий, грястиця збірна, пальчатка кров'яна  та костриця червона.
На знижених вологих і болотистих ділянках зустрічаються плетуха звичайна, гадючник в'язолистий, вовконіг європейський, вовконіг високий, щавель прибережний, гірчак перцевий, гірчак земноводний, живокіст лікарський, чихавка, вех широколистий, лепешняк великий, півники болотні та півники сибірські, які занесено до Червоної книги України.
На піщаних ділянках поширені верба гостролиста, куничник наземний, костриця Бекера, енотера дворічна, очиток шестирядний, пижмо, жито лісове, цмин пісковий (Helichrysum arenarium) та смілка татарська.